# Mistrzostwa Świata w Lekkoatletyce 2015 – skok w dal mężczyzn
Skok w dal mężczyzn – jedna z konkurencji technicznych rozegranych podczas lekkoatletycznych mistrzostw świata na Stadionie Narodowym w Pekinie.
Tytułu mistrzowskiego nie bronił Rosjanin Aleksandr Mieńkow.

## Terminarz
| Data        | Godzina |            |
| ----------- | ------- | ---------- |
| 24 sierpnia | 10:00   | Eliminacje |
| 25 sierpnia | 19:25   | Finał      |

## Rekordy
Tabela prezentuje rekord świata, rekordy poszczególnych kontynentów, mistrzostw świata, a także najlepszy rezultat na świecie w sezonie 2015 przed rozpoczęciem mistrzostw.
|                            | Zawodnik                    | Wynik | Miejsce    | Data                  |
| -------------------------- | --------------------------- | ----- | ---------- | --------------------- |
| Rekord świata              | Mike Powell                 | 8,95  | Tokio      | 30 sierpnia 1991(dts) |
| Listy światowe             | Jeff Henderson              | 8,52  | Toronto    | 22 lipca 2015(dts)    |
| Rekord mistrzostw świata   | Mike Powell                 | 8,95  | Tokio      | 30 sierpnia 1991(dts) |
| Rekord Afryki              | Godfrey Khotso Mokoena      | 8,50  | Madryt     | 4 lipca 2009(dts)     |
| Rekord Azji                | Mohamed Salman Al-Khuwalidi | 8,48  | Sotteville | 2 lipca 2006(dts)     |
| Rekord Ameryki Północnej   | Mike Powell                 | 8,95  | Tokio      | 30 sierpnia 1991(dts) |
| Rekord Ameryki Południowej | Irving Saladino             | 8,73  | Hengelo    | 24 maja 2008(dts)     |
| Rekord Europy              | Robert Emmijan              | 8,86  | Cachkadzor | 22 maja 1987(dts)     |
| Rekord Australii i Oceanii | Mitchell Watt               | 8,54  | Sztokholm  | 29 lipca 2011(dts)    |

## Minima kwalifikacyjne
Aby zakwalifikować się do mistrzostw, należało wypełnić minimum kwalifikacyjne wynoszące 8,10 (uzyskane w okresie od 1 października 2014 do 10 sierpnia 2015).

## Rezultaty

### Eliminacje
Awans: 8,15 m (Q) lub 12 najlepszych rezultatów (q).
| Pozycja | Grupa | Zawodnik               | Państwo                  | #1   | #2   | #3   | Wynik | Uwagi |
| ------- | ----- | ---------------------- | ------------------------ | ---- | ---- | ---- | ----- | ----- |
| 1.      | B     | Jeff Henderson         | Stany Zjednoczone        | 8,36 |      |      | 8,36  | Q     |
| 2.      | B     | Greg Rutherford        | Wielka Brytania          | x    | 8,25 |      | 8,25  | Q     |
| 3.      | B     | Mike Hartfield         | Stany Zjednoczone        | x    | 8,13 | –    | 8.13  | q     |
| 4.      | A     | Wang Jianan            | Chińska Republika Ludowa | 8,12 | 8,02 | –    | 8,12  | q     |
| 5.      | B     | Gao Xinglong           | Chińska Republika Ludowa | 7,00 | 8,11 | –    | 8,11  | q     |
| 6.      | B     | Li Jinzhe              | Chińska Republika Ludowa | 8,07 | 8,10 | –    | 8,10  | q     |
| 7.      | A     | Kafétien Gomis         | Francja                  | x    | 7,66 | 8,09 | 8,09  | q     |
| 8.      | A     | Aleksandr Mieńkow      | Rosja                    | x    | 7,96 | 8,08 | 8,08  | q     |
| 9.      | B     | Siergiej Polianskij    | Rosja                    | 7,87 | 8,06 | x    | 8,06  | q     |
| 10.     | B     | Tyrone Smith           | Bermudy                  | 7,72 | 8,01 | 8,03 | 8,03  | q     |
| 11.     | B     | Fabrice Lapierre       | Australia                | 8,03 | x    | x    | 8,03  | q     |
| 12.     | A     | Radek Juška            | Czechy                   | x    | 7,50 | 7,98 | 7,98  | q     |
| 13.     | B     | Godfrey Khotso Mokoena | Południowa Afryka        | x    | 7,98 | x    | 7,98  |       |
| 14.     | B     | Fabian Heinle          | Niemcy                   | x    | x    | 7,96 | 7,96  |       |
| 15.     | B     | Emiliano Lasa          | Urugwaj                  | 7,95 | x    | x    | 7,95  |       |
| 16.     | A     | Yohei Sugai            | Japonia                  | 7,92 | 7,60 | 7,89 | 7,92  |       |
| 17.     | A     | Kanstancin Baryczeuski | Białoruś                 | 7,89 | x    | 7,76 | 7,89  |       |
| 18.     | A     | Dan Bramble            | Wielka Brytania          | x    | 7,83 | x    | 7,83  |       |
| 19.     | A     | Zarck Visser           | Południowa Afryka        | x    | 7,79 | 7,78 | 7,79  |       |
| 20.     | B     | Rushwal Samaai         | Południowa Afryka        | 7,68 | 7,79 | 7,69 | 7,79  |       |
| 21.     | A     | Marquis Dendy          | Stany Zjednoczone        | x    | 7,78 | x    | 7,78  |       |
| 22.     | B     | Ignisious Gaisah       | Holandia                 | x    | 7,77 | 7,71 | 7,77  |       |
| 23.     | A     | Maykel Massó           | Kuba                     | 7,70 | 7,04 | 7,28 | 7,70  |       |
| 24.     | A     | Alyn Camara            | Niemcy                   | 7,45 | x    | 7,66 | 7,66  |       |
| 25.     | A     | Ahmed Fayez Al-Dosari  | Arabia Saudyjska         | 7,63 | 7,24 | 7,19 | 7,63  |       |
| 26.     | A     | Damar Forbes           | Jamajka                  | 7,61 | 7,62 | 7,61 | 7,62  |       |
| 27.     | A     | Higor Alves            | Brazylia                 | 7,60 | x    | x    | 7,60  |       |
| 28.     | B     | Waisale Dausoko        | Fidżi                    | x    | 6,89 | x    | 6,89  |       |
| –       | B     | Alexsandro de Melo     | Brazylia                 | x    | x    | x    | NM    |       |
| –       | B     | Ifeanye Otuonye        | Turks i Caicos           | x    | x    | x    | NM    |       |
| –       | A     | Michel Tornéus         | Szwecja                  | x    | x    | x    | NM    |       |
| –       | A     | Quincy Breell          | Aruba                    | x    | x    | x    | NM    |       |

### Finał
| Pozycja | Zawodnik            | Państwo                  | #1   | #2   | #3   | #4   | #5   | #6   | Wynik | Uwagi |
| ------- | ------------------- | ------------------------ | ---- | ---- | ---- | ---- | ---- | ---- | ----- | ----- |
| 01 !    | Greg Rutherford     | Wielka Brytania          | x    | 8,29 | x    | 8,41 | –    | –    | 8,41  | SB    |
| 02 !    | Fabrice Lapierre    | Australia                | x    | 7,85 | 8,10 | x    | 8,20 | 8,24 | 8,24  | SB    |
| 03 !    | Wang Jianan         | Chińska Republika Ludowa | ,14  | 8,18 | 8,08 | x    | x    | 6,27 | 8,18  |       |
| 4.      | Gao Xinglong        | Chińska Republika Ludowa | 8,14 | 7,87 | 7,85 | x    | 7,95 | 8,02 | 8,14  | SB    |
| 5.      | Li Jinzhe           | Chińska Republika Ludowa | 7,69 | x    | 8,09 | x    | 8,10 | x    | 8,10  |       |
| 6.      | Aleksandr Mieńkow   | Rosja                    | 8,02 | x    | 7,98 | x    | x    | x    | 8,02  |       |
| 7.      | Kafétien Gomis      | Francja                  | x    | x    | 8,02 | 7,57 | x    | 7,80 | 8,02  |       |
| 8.      | Siergiej Polianskij | Rosja                    | 7,89 | 7,97 | x    | x    | x    | x    | 7,97  |       |
| 9.      | Jeff Henderson      | Stany Zjednoczone        | x    | 7,95 | x    |      |      |      | 7,95  |       |
| 10.     | Tyrone Smith        | Bermudy                  | x    | 7,79 | x    |      |      |      | 7,79  |       |
| 11.     | Radek Juška         | Czechy                   | 7,55 | 7,57 | x    |      |      |      | 7,57  |       |
| –       | Mike Hartfield      | Stany Zjednoczone        | x    | x    | x    |      |      |      | NM    |       |